# Hải pháo 10 cm/65 Type 98
Khẩu Hải pháo 10cm/65 Loại 98 (六五口径九八式一〇糎高角砲) hay còn gọi là Pháo cao xạ 10cm dài  (長10センチ高角砲 Chō 10-senchi kōkaku-hō) là hải pháo hạng nhẹ sử dụng bởi Hải quân Đế quốc Nhật Bản trong Chiến tranh thế giới thứ hai. Chúng được trang bị trên tàu sân bay Taihō, tàu tuần dương hạng nhẹ Ōyodo, và tàu khu trục lớp Akizuki. và đến năm 1945 bao gồm cả trên bộ. Nó được mệnh danh là pháo phòng không hàng đầu của Lực lượng vũ trang Đế quốc Nhật Bản trong Chiến tranh thế giới thứ hai. Sau chiến tranh, khẩu pháo này tiếp tục phục vụ trong Hải quân Liên Xô và Hải quân Trung Hoa Dân Quốc qua hai con tàu khu trục chiến tích.

## Thiết kế
Hải quân Nhật muốn thiết kế loại pháo cao xạ mới để thay thế dòng pháo 127 mm/40 Loại 89. Họ đưa ra ý tưởng loại pháo nòng dài và bắt đầu thu thập thông tin về các loại pháo thử nghiệm từ năm 1933. Việc thiết kế của pháo Loại 98 bắt đầu từ năm 1935 và chính thức đưa vào sử dụng năm 1938. Đến cuối cuộc chiến,tổng cộng 169 khẩu được sản xuất trong đó 68 trang bị thành pháo cố định trên bộ.
Khẩu 10 cm/65 loại 98 sử dụng khóa nòng trượt ngang cùng với nòng đúc một miếng. Súng còn bao gồm hệ thống nạp trợ lực lò xo. Hệ thống này được lên cót mỗi khi súng giật nên cho phép khả năng nạp đạn ở bất kì góc nâng nào. So với khẩu 12,7 cm loại 89, Loại 98 được thiết kế với nòng 10 cm nhưng sử dụng cùng cơ chế và quy trình nạp đạn với pháo tiền nhiệm. Mặc dù có cỡ nòng nhỏ hơn, Khẩu 98 sử dụng nòng 65 li (độ dài nòng được tính bằng cách nhân đường kính với số li, ở đây là 10 cm * 65 = 650 cm hay 6,5 m). Đây chính là điểm mạnh của Loại 98 vì nó tăng gia tốc nòng giúp cho loại 98 có tầm bắn gấp 1,4 lần tầm bắn của loại 89. Lợi thế này cho phép khả năng phòng không tốt hơn đáng kể nhất là khi kết hợp với hệ thống nhắm loại 94. Tuy nhiên, gia tốc lớn gây hao tuổi thọ nòng súng làm cho chúng chỉ có thể bắn 300-400 viên trước khi phải thay.

### Tháp Pháo và Đạn
Loại súng này được sử dung dưới hình thức tháp đôi 2 súng. Tổng trọng lượng của tháp và sung trên lớp Akizuki là 34,5 tấn. Tháp trang bị trên lớp Akizuki có thể quay với tốc độ 12-16° mỗi giây và nâng hạ nòng với tốc độ 16° mỗi giây. Tháp sử vận động bằng điện-thủy lực nhưng có thể vận hành bằng tay trong trường hợp khẩn cấp. Súng sử dụng đạn nổ mạnh dạng gắn liền với đường kính 10 cm, nặng 28 kg sử dụng vỏ đồng. Chỉ có loại đạn nổ mạnh với kíp nổ gắn ở mũi là được phát triển cho loại súng này.